# Fedasil
Fedasil (Federaal agentschap voor de opvang van asielzoekers) is een Belgische instelling die verantwoordelijk is voor de opvang van asielzoekers. Daarnaast is de organisatie ook verantwoordelijk voor de observatie en oriëntatie van niet-begeleide minderjarige vreemdelingen (NBMV’s). De opvang voor asielzoekers wordt voorzien in collectieve opvangcentra of individuele opvangplaatsen.
Fedasil staat onder de voogdij van de staatssecretaris voor Asiel en Migratie, Anneleen Van Bossuyt. Op basis van de Opvangwet van 12 januari 2007 voorziet het agentschap in materiële (onderdak, hygiëne, waaronder kleding, en eten; in de wandeling "bed, bad, brood") en andere hulp (medische, sociale en psychologische begeleiding; toegang tot juridische bijstand, waaronder tolken, taalcursussen en andere opleidingen). 
Voor wie tijdens of na een asielprocedure wil terugkeren naar het land van herkomst, voorziet Fedasil een programma rond vrijwillige terugkeer. Fedasil is daarnaast ook bevoegd voor hervestiging.
In 2016 werd Fedasil uitgeroepen tot federale overheidsorganisatie van het jaar.
Fedasil werd geleid door directeur-generaal Michael Kegels tot eind september 2022. Hij is tijdelijk opgevolgd sedert 1 oktober 2022 door Fanny François; een selectieprocedure is opgestart bij Selor. Pieter Spinnewijn is sinds 2024 directeur-generaal.

## Geschiedenis
Voor 1986 was er in België geen structurele opvang voor asielzoekers. De federale overheid stelde de OCMW’s hiervoor verantwoordelijk en betaalde de hulpverlening. In 1986 kende België een forse groei in het aantal asielaanvragen, onder meer door de conflicten in Oost-Europa, Irak en Iran, Ethiopië en Eritrea, die grote vluchtelingenstromen veroorzaakten. De federale overheid besliste daarom om collectieve opvangplaatsen in te richten. Als eerste opende in november 1986 het Klein Kasteeltje, een voormalige militaire kazerne in Brussel. 
Eind 1992 kon het Klein Kasteeltje de instroom van vluchtelingen niet meer aan. In 1993 kwamen er in totaal bijna 27.000 asielzoekers aan in België. Hierdoor besliste de federale overheid om meerdere centra over heel België te openen. Door de jaren heen heeft Fedasil zijn opvangcapaciteit dan wel moeten afbouwen of vergroten, afhankelijk van het aantal asielzoekers op Belgisch grondgebied. In de jaren 1999 en 2000 kende België bijvoorbeeld een grote stijging in het aantal asielaanvragen. Het jaar 2000, waarin de eenmalige regularisatiecampagne plaatsvond, brak met 42.691 aanvragen alle records. 
De voorbije jaren daalde het aantal asielaanvragen in België echter, om vanaf 2014 opnieuw te stijgen. Reden daarvoor lag vooral bij de conflicten in Afghanistan, Irak en de burgeroorlog in Syrië. In 2015 moest Fedasil op enkele maanden tijd het aantal opvangplaatsen verdubbelen tot 35.000 plaatsen. Dat gebeurde samen met een heel aantal bestaande partners: Rode Kruis, Croix-Rouge, Caritas en Samusocial. 
Begin 2016 daalden het aantal aanvragen voor asiel weer, wat ertoe leidde dat een aantal tijdelijke centra weer de deuren sloten. Tegen het einde van 2016 voorziet Fedasil 25.000 structurele plaatsen en een aantal bufferplaatsen voor de opvang van asielzoekers. 
Op 3 december opende Fedasil het aanmeldcentrum in Brussel, in de gebouwen van het Klein Kasteeltje. Het aanmeldcentrum biedt onderdak aan Fedasil en de dienst Registratie van Dienst Vreemdelingenzaken. Het is het unieke punt in België waar asielzoekers hun asielaanvraag kunnen registreren. Na een korte periode verbleven te hebben in het aanmeldcentrum, bekijkt Fedasil de meest aangepaste plaats in het opvangnetwerk en krijgt men een definitieve opvangplaats toegewezen. 
Sinds eind 2019 kampt Fedasil opnieuw met een tekort aan opvangplaatsen. De sterke afbouw in 2018, de toename van asielaanvragen in 2019 en de achterstand bij de asielinstanties Dienst Vreemdelingenzaken en het CGVS, deden de nood aan plaatsen opnieuw stijgen. 

## Schaal
Midden 2016 werken er meer dan 2000 werknemers bij Fedasil, verdeeld over een dertigtal opvangcentra, de hoofdzetel, het aanmeldcentrum en de regionale kantoren. Fedasil heeft twee opvangregio’s (Noord en Zuid) die de verschillende opvangstructuren en verschillende partners (lokale opvanginitiatieven, Rode Kruis, Vluchtelingenwerk Vlaanderen, privépartners enz.).

## Opvang
In het aanmeldcentrum kan een asielzoeker zijn asielaanvraag indienen bij Dienst Vreemdelingenzaken. Na een eerste gesprek met DVZ, bekijkt Fedasil of iemand recht heeft op opvang. Na een eerste verblijf van enkele dagen, wijst Fedasil de asielzoeker een opvangplaats toe: in de meeste gevallen een opvangcentrum van Fedasil of partnerorganisatie (Rode Kruis, Croix-Rouge, enz.). Bij de toewijzing wordt rekening gehouden met het aantal beschikbare plaatsen en de specifieke situatie van de asielzoeker (gezinssamenstelling, kennis van de landstalen, leeftijd van de kinderen, gezondheidstoestand). 
Bijzondere aandacht gaat naar de kwetsbare doelgroepen, zoals niet-begeleide minderjarige vreemdelingen, alleenstaande ouders, personen met een handicap, ouderen, zwangere vrouwen, slachtoffers van mensenhandel, foltering of andere vormen van geweld. Deze asielzoekers worden wanneer mogelijk doorverwezen naar een opvangstructuur of instelling waar begeleiding op maat is voorzien. 
In het opvangcentrum wonen heel wat nationaliteiten, leeftijden en religies samen. Alle opvangplaatsen zijn neutraal, wat betekent dat ieders levensbeschouwelijke en religieuze overtuigingen gerespecteerd worden. Voor gezinnen zijn er specifieke verblijfplaatsen voorzien. Asielzoekers hebben recht op sociale begeleiding. Bij aankomst wordt een sociaal werker aangeduid die de mensen bijstaat tijdens hun verblijf in het centrum en tijdens de asielprocedure. In het opvangcentrum kunnen asielzoekers ook beroep doen op tolken, psychologische en medische begeleiding.

## Europa
Fedasil is actief binnen verschillende Europese uitwisselingsplatformen die werken rond de opvang van asielzoekers, vrijwillige terugkeer en re-integratie in de herkomstlanden. Tijdens de voorbije jaren nam Fedasil onder andere deel aan Enaro-uitwisselingen binnen Europa. Fedasil stuurt ook regelmatig experts naar het buitenland in het kader van de EASO-missies (bijvoorbeeld in Griekenland). Internationale activiteiten (missies, hervestiging, vrijwillige terugkeer, re-integatrie...) worden gefinancierd door het Europese Fonds voor Asiel, Migratie en Integratie.

## Federale Centra Fedasil België
Begin 2020 beheert Fedasil volgende federale centra:
- Arendonk
- Bovigny
- Broechem
- Brussel,  Klein Kasteeltje[4]
- Charleroi
- Couvin
- Deurne
- Florennes
- Geldenaken
- Gent
- Kapellen
- Koksijde
- Lommel
- Morlanwelz

- Moeskroen
- Neder-over-Heembeek
- Poelkapelle
- Pondrôme
- Rixensart
- Senonchamps
- Sint-Laureins ("Godshuis")
- Sint-Pieters-Woluwe
- Sint-Truiden
- Steenokkerzeel
- Spa
- Sugny
- Theux
- Zaventem
- Zoutleeuw

Tijdelijke centra zijn aangeduid in cursief.